# Lunden en Hoppet
Lunden en Hoppet (Zweeds: Lunden och Hoppet) is een småort in de gemeente Lerum in het landschap Västergötland en de provincie Västra Götalands län in Zweden. Het småort heeft 55 inwoners (2005) en een oppervlakte van 8 hectare. Het småort bestaat eigenlijk uit twee plaatsen: Lunden en Hoppet.